# Кресни ме
Кресни ме (фр. Baise moi, или Baise-moi, са цртицом) је француски играни филм из 2000. године. Виржини Депaнт (фр. Virginie Despentes) и Корали Трин Ти (фр. Coralie Trinh Thi) заједно су режирале и написале сценарио. Пре филма, Депaнт је 1993. године објавила истоимени роман који је преведен и на српски језик. Жанр филма је еротски трилер, и то врло екстреман. У Аустралији је прво добио ознаку „18+“, али је ипак одбачен због садржаја. Филм је 2000. године снимала кућа Studio Canal+ удружена са још 3 филмска предузећа, а на DVD-у у Србији први пут га је издало предузеће Cobra Film 2005. године.

## Опис са омота
Према истоименој новели Вирџиније Деспентес, Ману и Надин су изгубиле и последњи контакт са друштвом када Ману бива силована, а Надин присуствује убиству њеног јединог пријатеља. Након случајног сусрета, оне отпочињу деструктивно путовање кроз секс и убиства. Вероватно из освете према људском роду, или из револта према буржоаском друштву, готово уживају у бесмисленом насиљу према свим нормама друштва које их је искључило, силовало и понизило. Овај филм је крајње контроверзан због насиља и правих сцена секса.

## Улоге
| Глумац           | Улога |
| ---------------- | ----- |
| Карен Ланком     | Надин |
| Рафаела Андерсон | Ману  |